# Зосберг
Зосберг (нем. Sosberg) — община в Германии, в земле Рейнланд-Пфальц. 
Входит в состав района Кохем-Целль. Подчиняется управлению Целль (Мозель).  Население составляет 165 человек (на 31 декабря 2010 года). Занимает площадь 3,91 км².